# Mpitsa Marai
Mpitsa Marai, né le 4 février 1980, est un footballeur lésothien. Il joue au poste de défenseur au Lesotho Correctional Services.